# Nikołaj Pietrienko
Nikołaj Konstantinowicz Pietrienko (ros. Николай Константинович Петренко; ur. 30 czerwca 1955) – radziecki zapaśnik startujący w stylu wolnym.
Brązowy medalista mistrzostw świata w 1979. Mistrz Europy w 1979. Wicemistrz Uniwersjady w 1977. Drugi w Pucharze Świata w 1980 roku.
Wicemistrz ZSRR w 1976 i 1977; trzeci w 1983 roku.